# Attack on Titan (anime-serie)
Attack on Titan (japanska: 進撃の巨人, Shingeki no Kyojin; ungefär ”Den framryckande jätten”) är en framgångsrik och prisbelönad japansk fantasy-anime-serie som är baserad på Hajime Isayamas mangaserie från 2009 med samma namn. Serien hade premiär den 7 april 2013 och avslutades den 5 november 2023. Serien animerades av Wit Studio (de tre första säsongerna) samt MAPPA (den sista säsongen) och sändes på Mainichi Broadcasting System (de två första säsongerna) och NHK General TV (från och med den tredje säsongen). I USA är serien tillgänglig för streaming på Crunchyroll, Funimation och Hulu. Den sändes också på Adult Swims programblock Toonami.
I en postapokalyptisk värld där den sista procenten av världens enda kvarlevande människor lever bakom murar som skyddar dem från gigantiska humanoida titaner, tvingas huvudpersonen Eren Yeager tillsammans med vännerna Mikasa Ackerman och Armin Arlert fly från sitt hem när en kolossal titan på 60 meter bryter igenom muren i deras hemstad. En av titanerna äter upp Erens mamma. Eren svär att hämnas och ansluter sig till elitstyrkan Fältmätningskåren, en grupp soldater som kämpar mot titanerna. Serien skildrar Erens resa när de kämpar mot titanerna samtidigt som de undersöker var titanerna kommer ifrån.
Attack on Titan har blivit en av tidernas mest kritikerrosade serier, och anses vara en av de bästa anime-serierna samt en av de bästa tv-serierna genom tiderna. Serien har likt sin mangamotpart fått hyllningar för sin berättarstil, animation, actionscener, karaktärer, röstskådespel (både japansk och engelsk dubbning), soundtrack, emotionella kärna och mörka teman. Serien anses ha bidragit till att anime i allmänhet har fått en större internationell publik.

## Serieöversikt

### Säsong 1
I den första säsongen ser Eren Yeager hur hans mor blir uppäten av människoätande gigantiska humanoida varelser som kallas titaner. Detta blir Erens motivation till att utveckla sina stridsfärdigheter för att bekämpa titanerna. Senare blir Eren själv uppäten av en titan, men upptäcker då att han själv kan förvandlas till en titan. Eren lär sig att använda sina nyfunna krafter för att bekämpa titanerna och fortsätter sin träning medan fler titaner fortsätter att strömma in i hans hemland. Längre fram upptäcks flera människor med samma krafter som Eren, bland andra kadetten Annie Leonhardt (besitter The Female Titan; hontitanen) som inkapslar sig själv i en härdande materia som inte går att bryta. Det upptäcks också att inuti själva murarna finns Kolosstitaner.

### Säsong 2
Andra säsongen följer Eren och hans vänner som just har börjat bli fullvärdiga medlemmar i Fältmätningskåren. Efter att ha bekämpat Hontitanen börjar en hord av titaner närma sig Rosmuren och kampen för mänskligheten fortsätter. Medan Fältmätningskåren skyndar sig för att rädda muren, upptäcker de mer om de invaderande titanerna och de mörka hemligheterna hos sina egna medlemmar. Två av Erens nära vänner, Reiner och Bertolt, avslöjar sig som Pansartitanen (Armored Titan) och Kolosstitanen (Colossal Titan), samma titaner som bröt sönder en av de tre yttre murarna som ledde till att Erens mamma blev uppäten. Eren upptäcker i kaoset att han till en viss del kan kontrollera titaner under vissa omständigheter med hjälp av en psykisk kraft via Ursprungstitanen

### Säsong 3
I tredje säsongen kämpar Eren och hans kamrater fortfarande för sin överlevnad mot de skrämmande titanerna. Hotet kommer dock inte bara från titanerna utanför murarna, utan även från människorna innanför dem. Efter att ha räddats från Kolosstitanen och Pansartitanen verkar allt vara bra för soldaterna, tills regeringen plötsligt kräver att få Eren och Historia i sitt förvar. När de blir efterlysta av regeringen måste Levi och hans nya trupp undvika sina fiender i hopp om att hålla Eren och Historia säkra. I andra halvan av säsongen ger sig Fältmätningskåren, ledda av Erwin, ut på ett uppdrag för att återta Mariamuren och återvänder till Shiganshina-distriktet som en gång var Erens hem. Efter stridens hetta får Eren och hans vänner reda på titanernas ursprung; de tillhör ett folkslag kallat för Eldiafolk (engelska: Eldians), svurna fiender till det härskande Marleyfolket som i ett tidigare krig den första Kungen Fritz flydde från och byggde upp murarna. De är inte de sista människorna, utan bara en del av Eldiafolket förvisade till en ö kallad för Paradis-ön. Eldiafolket kallas också för "Ymirs ättlingar" (engelska: Subjects of Ymir) vilket menas att de kan förvandlas till vilda titaner genom att bli injicerade av titan-ryggmärgsvätska, vilket har gjort att Eldiafolket blir förtryckt av Marleyfolket.

### Säsong 4
I den fjärde och sista säsongen introduceras Gabi Braun och Falco Grice, unga Eldiakrigar-kandidater som vill ärva Reiners Pansartitan, fyra år efter det misslyckade uppdraget att återta Ursprungstitanen från Eren. Marley planerar att invadera Paradis-ön för att stärka sin försvagade militär. Marley och Paradis-öns styrkor sätter igång ett krig i Shiganshina-distriktet där båda sidor drabbas av stora förluster. I den andra halvan av säsongen riktar Eren in sig på att förinta Marleyfolkets nation och världen bortanför Paradis-ön med Världsmullret (engelska: The Rumbling), och släpper lös miljontals kolosstitaner från murarna i ett världsomfattande försök att trampa ihjäl allt liv utanför ön. I säsongens tredje och fjärde del beger sig en allians ledd av medlemmar från Fältmätningskåren och Marleyfolket för att stoppa Erens globala massmord och få ett slut på Världsmullret. Det leder till en våldsam strid med enorma förluster, där alliansen går mot seger när Mikasa tvingas döda Eren.
Tre år senare, med åttio procent av mänskligheten utrotad av Världsmullret, blir Yaegeristerna den dominerande fraktionen på Paradis-ön och förbereder sig för en potentiell framtida attack från resten av världen, medan de återstående medlemmarna från Fältmätningskåren och krigarna från Marley blir världens ambassadörer för att framföra fredsförhandlingar om Paradis-öns säkerhet. Mikasa, som begravt Eren under ett träd som han ofta vilade under som barn (samma träd som syns i seriens början), sitter nära graven och minns livet när hon och Eren var barn. En fågel kommer förbi och lyfter upp scarfen hon fick av Eren som barn för att svepa den runt henne, och hon tolkar det som ett tecken att Eren lever vidare. Hon tackar Eren för att ha lindat scarfen runt henne en sista gång.

## Rollista och karaktärer
| Karaktärer                                               | Japansk originaldubb       | Engelsk dubbning         |
| -------------------------------------------------------- | -------------------------- | ------------------------ |
| Eren Yeager (エレン・イェーガー, Eren Yēgā)              | Yuki Kaji                  | Bryce Papenbrook         |
| Mikasa Ackerman (ミカサ・アッカーマン, Mikasa Akkāman)   | Yui Ishikawa               | Trina Nishimura          |
| Armin Arlert (アルミン・アルレルト, Arumin Arureruto)    | Marina Inoue               | Jessie James Grelle      |
| Reiner Braun (ライナー・ブラウン, Rainā Buraun)          | Yoshimasa Hosoya           | Robert McCollum          |
| Levi Ackerman (リヴァイ・アッカーマン, Rivai Akkāman)    | Hiroshi Kamiya             | Matthew Mercer           |
| Hange Zoë (ハンジ・ゾエ, Hanji Zoe)                      | Romi Park                  | Jessica Calvello         |
| Jean Kirstein (ジャン・キルシュタイン, Jan Kirushutain)  | Kishō Taniyama             | Mike McFarland           |
| Connie Springer (コニー・スプリンガー, Konī Supuringā)   | Hiro Shimono               | Clifford Chapin          |
| Sasha Blouse (サシャ・ブラウス, Sasha Burausu)           | Yū Kobayashi               | Ashly Burch (säsong 1–3) |
| Sasha Blouse (サシャ・ブラウス, Sasha Burausu)           | Yū Kobayashi               | Megan Shipman (säsong 4) |
| Erwin Smith (エルヴィン・スミス, Eruvin Sumisu)          | Daisuke Ono                | J. Michael Tatum         |
| Annie Leonhart (アニ・レオンハート, Ani Reonhāto)        | Yū Shimamura               | Lauren Landa             |
| Hannes (ハンネス, Hannesu)                               | Keiji Fujiwara (säsong 1)  | David Wald               |
| Hannes (ハンネス, Hannesu)                               | Kenjiro Tsuda (säsong 2–3) | David Wald               |
| Bertolt Hoover (ベルトルト・フーバー, Berutoruto Fūbā)   | Tomohisa Hashizume         | David Matranga           |
| Bertolt Hoover (ベルトルト・フーバー, Berutoruto Fūbā)   | Noriaki Kanze (som ung)    | David Matranga           |
| Historia Reiss (ヒストリア・レイス, Hisutoria Reisu)     | Shiori Mikami              | Bryn Apprill             |
| Ymir (ユミル, Yumiru)                                    | Saki Fujita                | Elizabeth Maxwell        |
| Marco Bott (マルコ・ボット, Maruko Botto)                | Ryōta Ōsaka                | Austin Tindle            |
| Zeke Yeager (ジーク・イェーガー, Jīku Yēgā)              | Takehito Koyasu            | Jason Liebrecht          |
| Zeke Yeager (ジーク・イェーガー, Jīku Yēgā)              | Daiki Yamashita (som ung)  | Jason Liebrecht          |
| Rod Reiss (ロッド・レイス, Roddo Reisu)                  | Yusaku Yara                | Kenny Green              |
| Kenny Ackerman (ケニー・アッカーマン, Kenī Akkāman)      | Kazuhiro Yamaji            | Phil Parsons             |
| Floch Forster (フロック・フォルスター, Furokku Forusutā) | Kensho Ono                 | Matt Shipman             |
| Pieck Finger (ピーク・フィンガー, Pīku Fingā)            | Manami Numakura            | Amber Lee Connors        |
| Gabi Braun (ガビ・ブラウン, Gabi Buraun)                 | Ayane Sakura               | Lindsay Seidel           |
| Falco Grice (ファルコ・グライス, Faruko Guraisu)         | Natsuki Hanae              | Bryson Baugus            |
| Theo Magath (テオ・マガト, Teo Magato                    | Jiro Saito                 | Neil Kaplan              |
| Porco Galliard (ポルコ・ガリアード, Poruko Gariādo)      | Toshiki Masuda             | Kellen Goff              |
| Colt Grice (コルト・グライス, Koruto Guraisu)            | Masaya Matsukaze           | Griffin Burns            |
| Yelena (イェレナ, Yerena)                                | Mitsuki Saiga              | Anairis Quiñones         |
| Onyankopon (オニャンコポン)                              | Kouji Hiwatari             | Zeno Robinson            |

## Produktion
Attack on Titan sändes till en början på Mainichi Broadcasting System från 7 april till 29 september 2013 och sändes senare på Tokyo MX, FBS, TOS, HTB, TV Aichi, BS11 och andra JNN-stationer över hela landet. Animen hade vissa produktionsproblem eftersom det behövdes fler animatörer, och Wit Studios karaktärsdesigner Kyoji Asano twittrade och sökte efter aktiva animatörer som kunde arbeta med seriens intensiva actionscener. En omgjord version av den fjärde säsongens sista två avsnitt klipptes ihop till en biofilm som visades på japanska biografer samt utvalda biografer världen över, och hade bättre animation än sina avsnittsmotparter från finalen i serien.

### Musik
Seriens musik i de första tre säsongerna komponerades av Hiroyuki Sawano, medan den fjärde säsongens musik komponerades av Kohta Yamamoto, som Sawano samarbetade med under produktionen.

## Mottagande
Attack on Titan har av många kritiker hyllats som en av de bästa anime-serierna genom tiderna. Serien är en av de få titlar på IMDB som har fått över 9,0 i betyg. De största hyllningarna har gått till dess berättelse, karaktärsskildringar, musik, teman och animation. Seriens behandling av komplexa teman som krig, folkmord och imperialism har varit föremål för analysering. Skildringen av sådana begrepp har beskrivits som aktuell med hänsyn till händelser i den verkliga världen. Animen har hyllats för sina sociopolitiska kommentarer och djup när det gäller hänvisningar till Förintelsen och andra historiska kriser, men har också beskrivits som att den inte tar någon politisk ställning i dessa frågor.
Attack on Titan är den enda anime-serien som är med i listan på de 50 mest populära TV-serierna genom tiderna, där den ligger på plats 47, vilket gör serien till en av få icke-amerikanska titlar och den enda japanska titeln på listan. Attack on Titan blev den första icke-engelskspråkiga serien som fick titeln World's Most In-Demand TV Show under en prisutdelning år 2022, som tidigare endast innehades av The Walking Dead och Game of Thrones.